# Роберт Тејлор (аустралијски глумац)
Роберт Тејлор (енгл. Robert Taylor) аустралијски је глумац.

## Каријера
Тејлор је најпознатији по улози Агента Џоунса у Матриксу. Глумио је и у хорор филму Ужас из реке, аустралијском трилеру Најава олује и филму Coffin Rock.

## Изабрана филмографија
| Улоге Роберта Тејлора |                     |               |             |          |
| Година                | Српски назив        | Изворни назив | Улога       | Напомена |
| 2007.                 | Најава олује        |               |             |          |
| 2007.                 | Ужас из реке        |               |             |          |
| 2005.                 |                     |               |             |          |
| 2005.                 | Херкул              |               |             |          |
| 2004.                 |                     |               |             |          |
| 2003.                 | Келијева банда      |               |             |          |
| 2002.                 | Тешка реч           |               |             |          |
| 2000.                 | Бели Амбис          |               |             |          |
| 2000.                 |                     |               |             |          |
| 1999.                 | Матрикс             |               | Агент Џоунс |          |
| 1992—1993.            | Федералци (ТВ филм) |               |             |          |